# Wiser.org
Wiser.org, precedentemente WiserEarth.org, è stato un social network, una comunità online che lavora per la sostenibilità sociale e ambientale. Il sito seviva a censire e a connettere tra loro organizzazioni non governative (ONG), istituzioni governative, aziende, gruppi e individui che si occupano dei problemi globali più importanti della nostra epoca: cambiamenti climatici, povertà, ambiente, pace, acqua, fame, giustizia sociale, conservazione della natura, diritti umani, beni comuni e altro ancora.
WISER è un acronimo che sta per "World Index of Social and Environmental Responsibility" (Indice mondiale della responsabilità sociale e ambientale). Wiser.org è il progetto principale di WiserEarth, un'organizzazione no profit fondata dal Natural Capital Institute (NCI) che ha sede a Sausalito in California.

## Storia
Wiser.org è stato lanciato come WiserEarth.org in occasione della Giornata della Terra, il 22 aprile del 2007, come un database online comprendente più di 100 000 organizzazioni. Tutto nasce dall'allora Direttore Esecutivo del Natural Capital Institute (NCI), Paul Hawken, che nel suo libro, Blessed Unrest, spiega come nel suo lavoro in giro per il mondo di formazione e divulgazione sulle tematiche sociali e ambientali, negli anni abbia collezionato i biglietti da visita di migliaia di organizzazioni che si occupavano di giustizia sociale e sostenibilità ambientale, senza peraltro trovare, nemmeno dopo lunghe ricerche, un database sufficientemente ampio da comprenderle tutte. Stimando che il totale delle organizzazioni doveva superare il milione, Hawken ha quindi deciso di lanciare WiserEarth.org, diventata poi Wiser.org, come una piattaforma online che permettesse di censire e mappare il lavoro fatto da queste organizzazioni. Dal giorno del suo lancio, le funzionalità e gli strumenti di Wiser.org si sono evoluti coerentemente con i bisogni dei suoi utenti e il database si è ampliato fino a comprendere anche soggetti economici e istituzioni governative. Nato come un database di organizzazioni non governative, ora offre alle persone e ai gruppi le possibilità e gli strumenti di un social network. Comprende infatti strumenti per fornire diverse possibilità di contatto, collaborazione e scambio di esperienze e conoscenze: possibilità di aggiornare il proprio “stato”, bacheca, appartenenza e partecipazione a specifici gruppi, forum, ecc.

## Fatti e numeri
Il 25 aprile 2012, Wiser.org comprendeva un database di più di 114 000 organizzazioni sparse in tutto il mondo, con 70 000 membri registrati e 3 000 gruppi 

## Piattaforma
La piattaforma è organizzata intorno a un elenco di aree tematiche che sono collegate in rete in modo tale che gli utenti registrati possano connettersi con organizzazioni, risorse, lavori, eventi e gruppi attraverso la scelta delle aree tematiche di interesse. La pagina dedicata alle soluzioni, per esempio, permette agli utenti registrati di presentare un problema sociale o ambientale e di proporre alcune soluzioni. Così la soluzione diventa un'”entità”, alla quale viene dato un nome, che può essere condivisa, modificata e secondo la quale si può agire, implementandola in una situazione reale. Nella stessa pagina è poi possibile riportare i risultati raggiunti e ulteriori considerazioni derivanti dall'esperienza fatta. Ciascuna soluzione viene fornita attraverso una pagina che permette di aggiungere testi, mettersi in contatto con altre persone e organizzazioni e discutere le tematiche attraverso un forum. Wiser.org inoltre incorpora le Google Maps integrate con dati geografici. Il sito web, privo di qualsiasi pubblicità, è un'iniziativa no profit ed è aperto a tutti in modo totalmente gratuito. I dati sono pubblicati con la licenza di Creative Commons 3.0.

## WiserLocal e WiserItalia
L'obiettivo della piattaforma non è solo quello di creare un social network che rimanga solo “virtuale” ma soprattutto quello di fare in modo che i contatti, gli scambi e le discussioni in rete si trasformino in azioni e progetti sul e per il territorio a livello locale. Nascono in questo modo i WiserLocal che permettono di promuovere reti a livello locale, comprendenti gruppi, organizzazioni e singole persone interessate, attraverso l'organizzazione di incontri. I WiserLocal organizzano incontri a livello locale e promuovono lo sviluppo e la promozione dell'uso di Wiser.org.

## La API di Wiser.org
Da giugno del 2009, Wiser.org offre una API RESTful sviluppata con la licenza di Creative Commons 3.0. La API di Wiser.org permette l'accesso a un ampio database di “entità”: organizzazioni, gruppi, lavori, eventi, risorse e soluzioni. C'è anche una pagina con le FAQ e con la documentazione utile per gli sviluppatori.